# Cédric Weidmann
Cédric Weidmann (* 29. Juli 1991 in Affoltern am Albis) ist ein Schweizer Schriftsteller, Philologe und Literaturveranstalter. Er hat einen Doktortitel der ETH Zürich (2022).

## Biografie
2006, im Alter von 15 Jahren, gründete Cédric Weidmann seinen ersten Autoren-Literatur-Blog. Er nahm an kantonalen und nationalen Literaturwettbewerben teil, publizierte in Literaturzeitschriften und studierte und lehrte Germanistik, Literaturtheorie und Wirtschaftsgeschichte an der ETH Zürich.
Seit 2013 ist er Mitglied der Redaktion des Zürcher Gegenkulturmagazins delirium.
Im Jahr 2022 verteidigte er seine Dissertation «Antizipation der Nostalgie. Das Kalkül der Verklärung von Sprache und Kapital», in der er anhand des Materials von Science-Fiction-Werken und politisch-ökonomischen Theorien, darunter die marxistische Mehrwerttheorie, eine Typologie der Nostalgie als soziokulturelles Phänomen entwickelt, das die Vergangenheit zugunsten der Zukunft («produktive» Nostalgie) oder die Zukunft zugunsten der Vergangenheit («extraktive» Nostalgie) abwertet. Im selben Jahr übernahm er die Leitung des Aargauer Literaturhauses in Lenzburg, an dessen Arbeit er seit 2009 aktiv beteiligt war.
Er hat Kurzgeschichten, Artikel und Essays über Science-Fiction, Zukunftsforschung, Videospiele, kollektive literarische Praktiken und das Verhältnis von Literatur und Wirtschaft in verschiedenen deutschsprachigen Medien veröffentlicht, darunter delirium, entwürfe, Das Magazin, Das Narr (Schweiz), The Gap (Österreich), Süddeutsche Zeitung, litradio (Deutschland), die thematische Anthologie Wirkstoff. Psychoaktive Literatur (2022) usw.
Cédric Weidmann ist Silbermedaillengewinner der Schweizer Philosophie-Olympiade (2010), Gewinner des nationalen Literaturwettbewerbs «Stammplatz» (2011) und des Literaturpreises Wartholz (Österreich, 2017).

## Bibliographie
Dissertation
- Antizipation der Nostalgie. Das Kalkül der Verklärung von Sprache und Kapital: Abhandlung zur Erlangung des Titels Doktor der Wissenschaften (Dr. sc. ETH Zürich). ETH Zürich, Zürich 2022, Abstract/Zusammenfassung, doi:10.3929/ethz-b-000602289 (ethz.ch [PDF]).

Artikel, Essays
- Eine Chance. Literaturhaus Zürich, Mai 2013.
- Filmische Buchbesprechung zum Werk Kracht, Christian. (2016). Die Toten: Roman (2. Auflage ed.). Köln: Kiepenheuer & Witsch. In: Zenodo. 30. September 2016.
- Der diskrete Charme des angewandten Ballardismus. Mark Fisher, Nina Power, Nick Land: Was hat es auf sich mit der Begeisterung so vieler Zukunftsphilosophen für J. G. Ballard? In: Süddeutsche Zeitung. 8. Oktober 2018 (sueddeutsche.de).
- mit Sébastien Fanzun: Randkulturen. Lese- und Gebrauchsspuren in Autorenbibliotheken des 19. und 20. Jahrhunderts (Tagung in Zürich v. 15.–17.11.2018). In: Zeitschrift für Germanistik. 29. Jahrgang, Nr. 3. Peter Lang, Bern 2019, S. 620–621, doi:10.3726/92165_620 (unibe.ch [PDF]).
- mit Sébastien Fanzun: How Likely Is It to Be a Bat? In: Pop-Zeitschrift. 1. April 2020 (pop-zeitschrift.de).
- Cédric Weidmann (Autor), Niki Grieser, Patrizia Huber (Hg.): Wirkstoff. Psychoaktive Literatur: Anthologie. Skalpell Verlag, delirium, Zürich 2022, ISBN 978-3-9525006-4-4, Letzte Besorgnisse.